# Alexis González
Alexis Gonzalez (ur. 21 lipca 1981 w Buenos Aires) – argentyński siatkarz, reprezentant kraju, grający na pozycji libero. Jest wychowankiem klubu CA River Plate.

## Sukcesy klubowe
Mistrzostwo Hiszpanii:
- 2006, 2007, 2008
- 2005
- 2004

Puchar Hiszpanii:
- 2005, 2006

Puchar CEV:
- 2005

Superpuchar Hiszpanii:
- 2005, 2006, 2007

Puchar Top Teams:
- 2006

Superpuchar Rosji:
- 2008

Puchar Francji:
- 2010, 2011

Mistrzostwo Francji:
- 2010, 2012, 2022[4]
- 2011

Puchar Mistrza:
- 2013, 2016

Mistrzostwo Argentyny:
- 2017, 2019
- 2016, 2018
- 2013

Puchar ACLAV:
- 2015
- 2016

Klubowe Mistrzostwa Ameryki Południowej:
- 2017

## Sukcesy reprezentacyjne
Mistrzostwa Ameryki Południowej:
- 2009, 2011
- 2017

Puchar Panamerykański:
- 2017

## Nagrody indywidualne
- 2009: Najlepszy broniący Mistrzostw Ameryki Południowej
- 2017: Najlepszy libero Klubowych Mistrzostw Ameryki Południowej